# Alox bothros
Alox bothros is een krabbensoort uit de familie van de Leucosiidae. De wetenschappelijke naam van de soort is voor het eerst geldig gepubliceerd in 2007 door Galil & Ng.